# Albertson Van Zo Post
Albertson Van Zo Post (Cincinnati, 28 luglio 1866 – New York, 23 gennaio 1938) è stato uno schermidore statunitense di fine XIX secolo.
Nel 1904 prese parte alle Olimpiadi di St. Louis. Fu l'unico campione olimpico della specialità di scherma col bastone, mai più in lizza nella rassegna a cinque cerchi. Vinse altre tre medaglie individuali: secondo nella gara del fioretto sconfitto nella finale dal campione cubano Ramón Fonst, terzo nella spada e nella sciabola. Nella stessa olimpiade ottenne un'altra vittoria, nella gara di fioretto a squadre.
Nel database del Comitato Olimpico Internazionale tutte le medaglie olimpiche di Van Zo Post sono assegnate a Cuba. Anche lo Spalding's Official Athletic Almanac for 1905 Olympic Games Number lo menziona come membro della squadra cubana, assieme a Ramón Fonst e Manuel Díaz, che sconfisse la selezione internazionale composta da Charles Tatham, Arthur Fox e Fitzhugh Townsend. Albertson, di origine tedesca, era sì cittadino statunitense ma da anni risiedeva a L'Avana.
Come componente della nazionale statunitense, prese parte anche alla olimpiade del 1912 a Stoccolma dove però non conquistò nessuna medaglia.
Nella sua carriera spiccano, inoltre, i numerosi titoli nazionali conquistati nel Fioretto (1895), nella Spada (1896 e 1912), e nella Sciabola (1901, 1902 e 1903).

## Palmarès
- Giochi olimpici: 5 medaglie
  - 2 ori (fioretto a squadre e scherma col bastone 1904)
  - 1 argento (fioretto individuale 1904)
  - 2 bronzi (spada individuale e sciabola individuale 1904)